# David Paterson
David Paterson (n. 20 mai 1954, Brooklyn, New York City) este un politician american, membru în Partidul Democrat. În prezent el este guvernatorul statului New York.
Paterson a fost senator al statului New York, fiind ales în noimbrie 2006 viceguvernator, iar pe 12 martie 2008 după retragerea predeceserorului său Eliot Spitze să fie ales guvernator.